# Otostigmus trisulcatus
Otostigmus trisulcatus är en mångfotingart som beskrevs av Karl Wilhelm Verhoeff 1937. Otostigmus trisulcatus ingår i släktet Otostigmus och familjen Scolopendridae. Inga underarter finns listade i Catalogue of Life.